# Arco di Bonifacio VIII

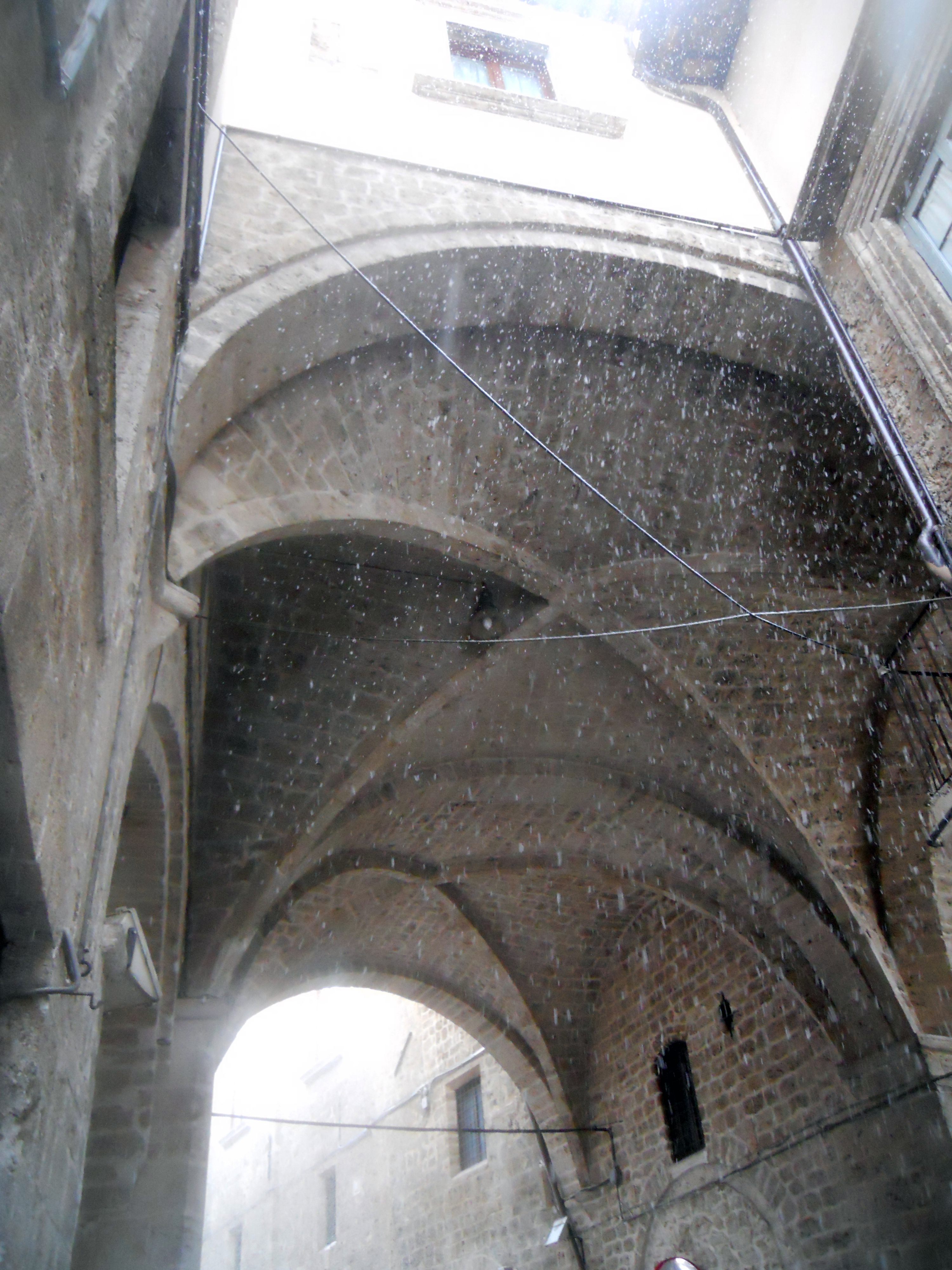
La doppia volta a crociera

L'Arco di Bonifacio VIII detto anche Arco del Vescovo o del Vescovado è un cavalcavia medievale che si trova a Rieti, lungo Via Cintia.

## Descrizione
L'arco scavalca via Cintia appoggiandosi alla fiancata del Palazzo Vescovile (sul lato destro della strada, salendo). Da quella posizione l'arco dominava la Porta Spoletina della cinta muraria medievale, che all'epoca si trovava a valle dell'arco (all'altezza dell'attuale sede dell'INPS), che col tempo fu arretrata e divenne nota come Porta Cintia.
L'arco è costituito da una doppia volta a crociera, sui cui peducci sono murati a bassorilievo gli stemmi di Bonifacio VIII e della sua famiglia, i Caetani.
Sotto l'arco si congiungono a via Cintia le scalette di via dell'Episcopio, che scendendo conduce proprio davanti alla chiesa di San Pietro Martire e collega l'omonima strada a via Cintia.

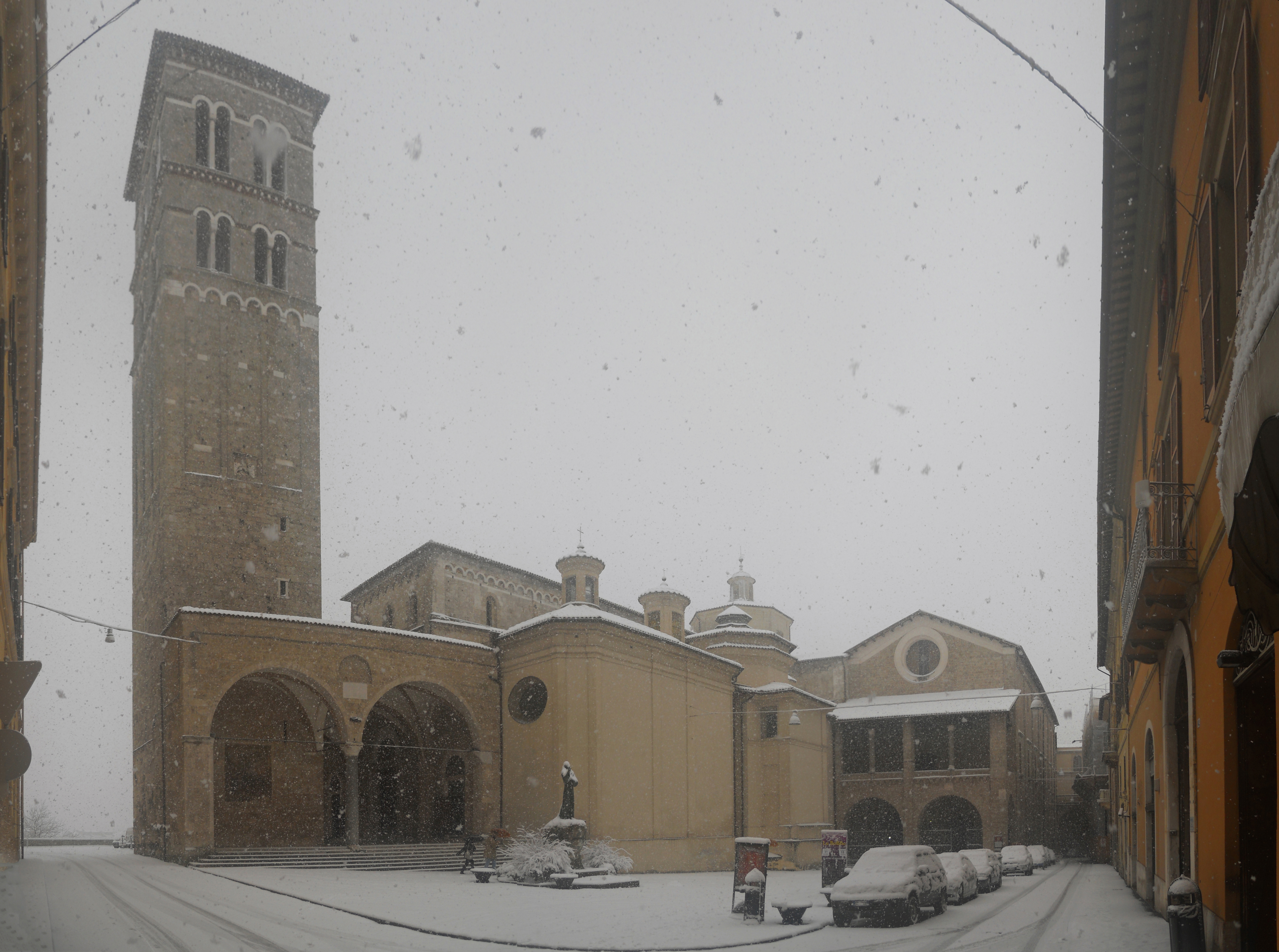
Il complesso formato da cattedrale, Palazzo Vescovile e Arco di Bonifacio VIII (visibile a destra del Palazzo Vescovile sopra la strada)

## Storia

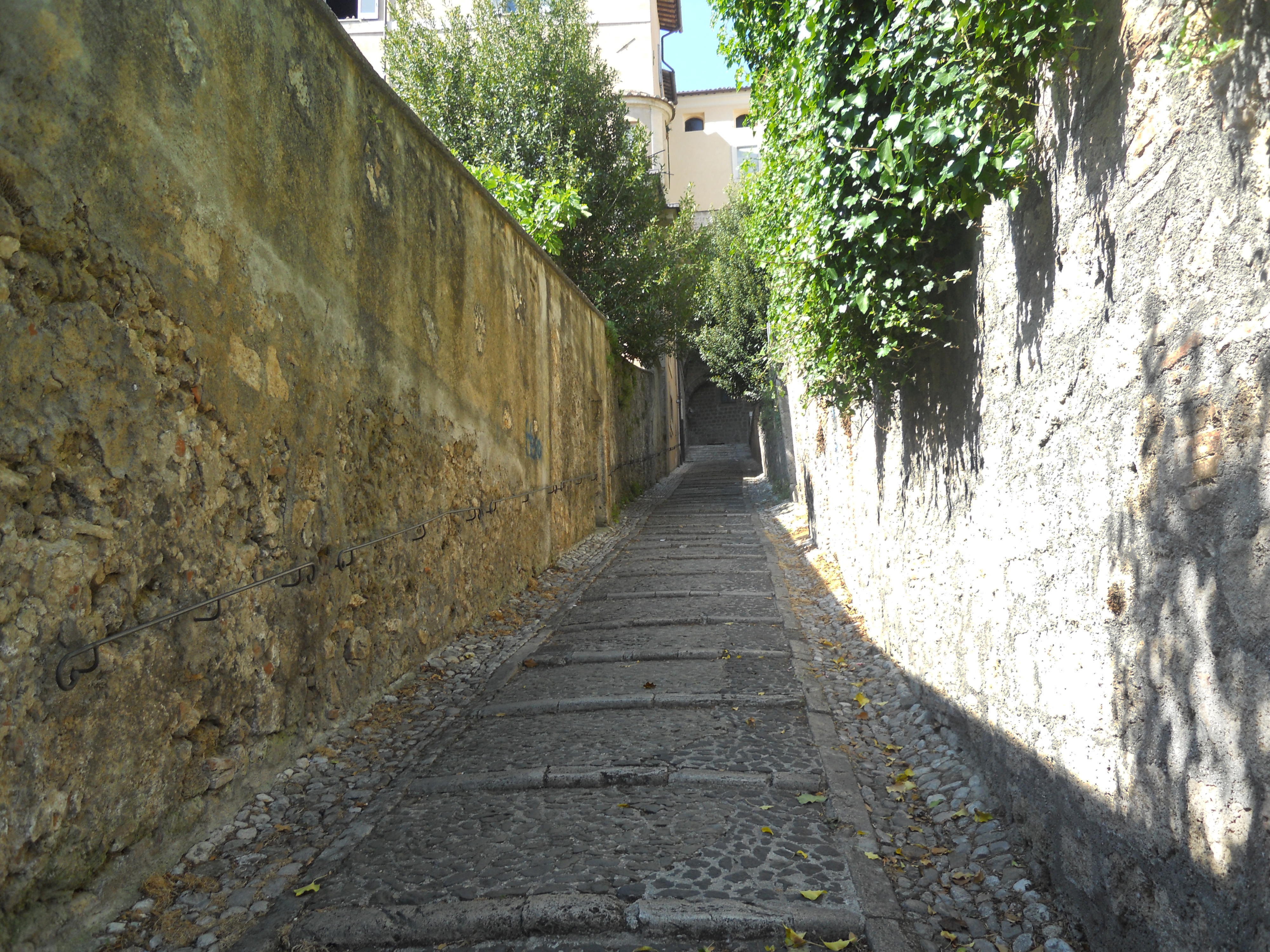
Via dell'Episcopio, alla sommità della quale si intravede l'Arco

Nel XII secolo Rieti viveva un periodo di prosperità economica e fu frequentemente sede papale. Nel corso di un secolo risiedettero a Rieti i papi Innocenzo III (1198), Onorio III (nel 1219 e nel 1225), Gregorio IX (nel 1227, nel 1232 e nel 1234), Niccolò IV (tra il 1288 ed il 1289), Bonifacio VIII (nel 1298). Proprio alla presenza della curia si deve l'erezione del Palazzo Vescovile (o Palazzo Papale), che fu iniziato nel 1283 e completato nel 1288.
Il 1º dicembre 1298 la città fu colpita dal violento terremoto del reatino del 1298, che causò considerevoli danni a tutti gli edifici e numerosi crolli.
Papa Bonifacio VIII, che si trovava a Rieti, fu costretto a rifugiarsi in una tenda da campo allestita nel chiostro del convento dei Domenicani. Si racconta che il pontefice, che al momento della prima scossa stava celebrando messa in Cattedrale, fu talmente spaventato da fuggire per la campagna con tutti i paramenti sacri.
In seguito al sisma, il papa promosse una serie di interventi per la ricostruzione ed il consolidamento degli edifici danneggiati, tra i quali la costruzione di un arco a sostegno del Palazzo Papale, sia a consolidamento e sostegno dell'edificio, sia come simbolo della superiorità del potere religioso.
Nella seconda metà dell'Ottocento l'arco, insieme a tutto il Palazzo Vescovile, versava in condizioni precarie, tanto che nel giugno 1866 la commissione di ornato del comune di Rieti ne propose la demolizione per ragioni di pubblica utilità, ossia l'ampliamento della sede stradale; la decisione fu ribadita nell'ottobre 1874, e non fu attuata solo per l'eccessivo costo che avrebbe comportato. L'arco fu infine consolidato negli anni Venti, con il radicale restauro che coinvolse l'intero Palazzo Vescovile promosso da Angelo Sacchetti Sassetti e attuato da Francesco Palmegiani.